# Liste der denkmalgeschützten Objekte in Jablonné v Podještědí
Grundlage dieser Liste der denkmalgeschützten Objekte in Jablonné v Podještědí ist die ÚSKP-Liste (Ústřední seznam kulturních památek České republiky, deutsch Zentrale Liste der Kulturdenkmäler der Tschechischen Republik), die von der tschechischen Denkmalschutzbehörde NPÚ (Národní památkový ústav, deutsch Nationale Denkmalbehörde) seit 1987 geführt wird und an die seit dem Jahr 1850 geschaffenen Listen anschließt.
Denkmalgeschützte Objekte in Jablonné v Podještědí nach Ortsteilen.

## Jablonné v Podještědí (Deutsch Gabel)
Das Zentrum der Stadt Jablonné v Podještědí ist 1992 zu einer städtischen Denkmalzone erklärt worden.
| Lage                                                               | Objekt                                                                  | Beschreibung | ÚSKP-Nr.                  | Bild                            |
| ------------------------------------------------------------------ | ----------------------------------------------------------------------- | --- | ------------------------- | ------------------------------- |
| Jablonné v Podještědí (Standort)                                   | Stadtmauer                                                              | Stadtbefestigung | 34360/5-3003 Info Katalog | weitere Bilder                  |
| Jablonné v Podještědí, Lidická, bei Nr. 239 (Standort)             | Statue Maria Immaculata                                                 | Statue Maria Immaculata | 29476/5-3004 Info Katalog | Statue Maria Immaculata         |
| Jablonné v Podještědí, Školní 10 (Standort)                        | Ehem. Kirche Mariä Geburt                                               | Kirche Mariä Geburt | 31266/5-2999 Info Katalog | weitere Bilder                  |
| Jablonné v Podještědí, náměstí Míru (Standort)                     | Pestsäule                                                               | Säule mit der Statue Christus Salvator und Heiligenstatuen – Pestsäule, Balustrade                                                      | 23851/5-3002 Info Katalog | weitere Bilder                  |
| Jablonné v Podještědí, náměstí Míru 16 (Standort)                  | Haus Nr. 16                                                             | Bürgerhaus | 26232/5-3006 Info Katalog | weitere Bilder                  |
| Jablonné v Podještědí, náměstí Míru 161, Staroměstská (Standort)   | Haus Nr. 161                                                            | Bürgerhaus | 23365/5-3007 Info Katalog | Haus Nr. 161                    |
| Jablonné v Podještědí, Karoliny Světlé 104 (Standort)              | Haus Nr. 104                                                            | Bauernhaus, zweiflüglige Tür | 100082 Info Katalog       | weitere Bilder                  |
| Jablonné v Podještědí, Karoliny Světlé 93, Staroměstská (Standort) | Haus Nr. 93                                                             | Bauernhaus | 32857/5-3010 Info Katalog | Haus Nr. 93                     |
| Jablonné v Podještědí, Zdislavy z Lemberka 147 (Standort)          | Haus Nr. 147                                                            | Bürgerhaus | 14340/5-3005 Info Katalog | weitere Bilder                  |
| Jablonné v Podještědí, Dominikánské náměstí (Standort)             | Statuen des hl. Johannes von Nepomuk und der hl. Zdislava               | Statuen des hl. Johannes von Nepomuk und der hl. Zdislava                                                                               | 16527/5-3386 Info Katalog | weitere Bilder                  |
| Jablonné v Podještědí, Školní 31 (Standort)                        | Haus Nr. 31                                                             | Bauernhaus | 25110/5-3008 Info Katalog | weitere Bilder                  |
| Jablonné v Podještědí, Klášterní 33 (Standort)                     | Dominikanerkloster mit Basilika des hl. Laurentius und der hl. Zdislava | Kloster mit Kirche Nationales Kulturdenkmal von Tschechien: - Basilika St. Laurentius und Zdislava - Dominikanerkloster mit Paradieshof | 23458/5-2997 Info Katalog | weitere Bilder                  |
| Jablonné v Podještědí, Klášterní, an der Kirche (Standort)         | Statue des hl. Vinzenz                                                  | Statue des hl. Vinzenz Ferrer | 47269/5-3000 Info Katalog | Statue des hl. Vinzenz          |
| Jablonné v Podještědí, Zdislavy z Lemberka 322 (Standort)          | Haus Nr. 322                                                            | Bauernhaus, Denkmalschutz seit 1988 aufgehoben                                                                                          | 47676/5-3009 Info Katalog | BW                              |
| Jablonné v Podještědí, Zdislavy z Lemberka, bei Nr. 335 (Standort) | Säule mit Statue von Gott Vater                                         | Säule mit Statue von Gott Vater | 47675/5-3001 Info Katalog | Säule mit Statue von Gott Vater |
| Jablonné v Podještědí, Zdislavy z Lemberka 335 (Standort)          | Jagdschloss der Herren Pachtů z Rájova                                  | Bürgerhaus – Jagdschloss der Falkenburger Herrschaft der Pachtů z Rájova, einschl. Tor I und Tor II                                     | 47223/5-3011 Info Katalog | weitere Bilder                  |
| Jablonné v Podještědí, Zdislavy z Lemberka (Standort)              | Spitalkapelle St. Wolfgang                                              | Spitalkapelle St. Wolfgang (Friedhofskapelle der hl. Zdislava)                                                                          | 46468/5-2998 Info Katalog | weitere Bilder                  |

## Zámecká (Neufalkenburg)
| Lage                                     | Objekt                          | Beschreibung | ÚSKP-Nr.                  | Bild           |
| ---------------------------------------- | ------------------------------- | --- | ------------------------- | -------------- |
| Zámecká 1, 2, 5 (Standort)               | Schloss Neu Falkenburg          | Schloss Neu Falkenburg (Zámek Nový Falkenburk), jetzt Kinderheim - Schloss Nr. 1, Einfriedungsmauer, Tore I-IV, Steinsäulen I-II - Orangerie Nr. 5 - Wachhaus Nr. 2 - Schlosspark - Allee I-III - Tor V - Umzäunung mit Ziegelsäulen, Tor VI, Treppenanlage I-II, Wasserbecken | 30918/5-3384 Info Katalog | weitere Bilder |
| Zámecká, zwischen Nr. 3 und 4 (Standort) | Getreidespeicher Neu Falkenburg | Altes Schloss, zum Getreidespeicher umgebaut | 33776/5-3385 Info Katalog | weitere Bilder |

## Markvartice (Markersdorf)
| Lage                                                   | Objekt                                            | Beschreibung                                                                                          | ÚSKP-Nr.                  | Bild           |
| ------------------------------------------------------ | ------------------------------------------------- | --- | ------------------------- | -------------- |
| Markvartice, Mlýnská 110 (Standort)                    | Wassermühle                                       | Wassermühle, Scheune, Wiese, Garten                                                                   | 50981/5-5790 Info Katalog | Wassermühle    |
| Markvartice, Potoční 104 (Standort)                    | Haus Nr. 104                                      | Bauernhaus                                                                                            | 16224/5-3014 Info Katalog | Haus Nr. 104   |
| Markvartice, Potoční, südöstlich von Nr. 99 (Standort) | Statue des ruhenden Christus                      | Statue – Christus nach der Auspeitschung                                                              | 33539/5-3012 Info Katalog | weitere Bilder |
| Markvartice, Na Stráni 38 (Standort)                   | Haus Nr. 38                                       | Bauernhaus                                                                                            | 34656/5-3015 Info Katalog | Haus Nr. 38    |
| Markvartice, Ke Studánce 44 (Standort)                 | Wassermühle Nr. 44                                | Wassermühle, Antrieb, Ablaufkanal                                                                     | 105665 Info Katalog       | weitere Bilder |
| Markvartice, Liberecká 65 (Standort)                   | Landwirtschaftlicher Hof Palm-Hof (Palmův statek) | Landwirtschaftlicher Hof Palmův statek (Palmeho dvůr): Herrenhaus Nr. 65, Einfriedung, Tor und Garten | 47210/5-3016 Info Katalog | weitere Bilder |
| Markvartice, Liberecká, gegenüber Nr. 65 (Standort)    | Bildstock                                         | Bildstock – Säule mit Reliefdekor                                                                     | 39264/5-3013 Info Katalog | weitere Bilder |
| Markvartice, am Kino (Standort)                        | Säule                                             | Säule (nicht mehr auffindbar, Denkmalschutz aufgehoben)                                               | 54643/5-3837 Info Katalog | BW             |

## Heřmanice v Podještědí (Hermsdorf)
| Lage                                                   | Objekt                                         | Beschreibung                                                                          | ÚSKP-Nr.                  | Bild               |
| ------------------------------------------------------ | ---------------------------------------------- | ------------------------------------------------------------------------------------- | ------------------------- | ------------------ |
| Heřmanice v Podještědí, in der Ortsmitte (Standort)    | Kapelle des hl. Antonius                       | Kapelle des hl. Antonius                                                              | 101494 Info Katalog       | weitere Bilder     |
| Heřmanice v Podještědí 123 (Standort)                  | Bauernhaus Nr. 123                             | Bauerngehöft: Haus, Scheune                                                           | 38804/5-2948 Info Katalog | Bauernhaus Nr. 123 |
| Heřmanice v Podještědí 73 (Standort)                   | Haus Nr. 73                                    | Bauernhaus                                                                            | 34717/5-2949 Info Katalog | Haus Nr. 73        |
| Heřmanice v Podještědí (Standort)                      | Burgruine Falkenburg (Hrad Falkenberk)         | Burgruine Falkenburg (Hrad Falkenberk), zerstört                                      | 30799/5-3209 Info Katalog | weitere Bilder     |
| Heřmanice v Podještědí, auf dem Schlossberg (Standort) | Burgstätte Schlossberg (Hradiště Zámecký vrch) | Burgstätte Schlossberg (Hradiště Zámecký vrch) – Höhensiedlung, archäologische Spuren | 46268/5-3131 Info Katalog | weitere Bilder     |

## Lada v Podještědí (Laaden)
| Lage                                     | Objekt           | Beschreibung | ÚSKP-Nr.            | Bild           |
| ---------------------------------------- | ---------------- | --- | ------------------- | -------------- |
| Lada v Podještědí, bei Nr. 24 (Standort) | Soldatenfriedhof | Soldatenfriedhof für gefallene ukrainische und russische Soldaten im 1. Weltkrieg; jüdischer Grabstein, Denkmal von 1918, Denkmal von 1921 | 105079 Info Katalog | weitere Bilder |

## Lvová (Lämberg)
Lvová mit Kněžičky (Kleinherrndorf) und Židovice (Jüdendorf)
| Lage                                                                            | Objekt                                        | Beschreibung | ÚSKP-Nr.                  | Bild                     |
| ------------------------------------------------------------------------------- | --------------------------------------------- | --- | ------------------------- | ------------------------ |
| Lvová 1 (Standort)                                                              | Schloss Lemberk (Schloss Lämberg)             | Schloss Lemberk (Schloss Lämberg): - Schloss Lemberk Nr. 1 - Brücke, Brunnen - Tor, Brücke Turm - Kastel - Eiskeller - Wasserwerk - Kapelle - Waldpark - Einfriedung - Zufahrt und Steinbrücke - Terrasse I und II - Altan mit Brunnen der hl. Zdislava | 26892/5-3101 Info Katalog | weitere Bilder           |
| Lvová bei Nr. 1 (Standort)                                                      | Gemeinde-Arresthaus                           | Gemeinde-Arresthaus | 45488/5-3103 Info Katalog | Gemeinde-Arresthaus      |
| Lvová, nordwestlich von Nr. 1, gegenüber vom Schloss (Standort)                 | Speicher                                      | Speicher | 23782/5-3102 Info Katalog | Speicher                 |
| Lvová 2 (Standort)                                                              | Bredovský zámeček – Bredowsches Sommerschloss | Bredovský zámeček – Bredowsches Sommerschloss - Sommerschloss Nr. 2 - Gartenhaus - Einfriedung - Tor I–III - Park - Terrasse I und II mit Balustrade und skulpturaler Verzierung - Steinerner Tisch - Wasserbecken I mit Statue eines Jungen - Wasserbecken II mit Meerjungfrau und Adler - Wasserbecken III - Mythologische Statuen – Diana, Juno, Jupiter - Treppen I–VII - Frauenskulpturen I–IX - Plinthen (Sockel) I–V | 22151/5-3113 Info Katalog | weitere Bilder           |
| Lvová Nr. 3 und 4, am Schloss Lemberk (Standort)                                | Schule                                        | Schule | 39082/5-3109 Info Katalog | Schule                   |
| Lvová 3 (Standort)                                                              | Ehem. Restaurant                              | Ehem. Restaurant, früher Nr. 23 | 28003/5-3114 Info Katalog | weitere Bilder           |
| Lvová 4, am Weg zum Schloss (Standort)                                          | Ehem. Schmiede                                | Bauernhaus – mit ehem. Schmiede | 45345/5-3106 Info Katalog | Ehem. Schmiede           |
| Lvová Nr. 5 (Standort)                                                          | Haus Nr. 5                                    | Bauernhaus, früher Nr. 5 | 33622/5-3105 Info Katalog | weitere Bilder           |
| Lvová Nr. 7, 8 (Standort)                                                       | Häuser Nr. 7 und 8                            | Bauernhaus – Häuser Nr. 7 und 8 | 16831/5-3110 Info Katalog | Häuser Nr. 7 und 8       |
| Lvová Nr. 9 (Standort)                                                          | Ehem. Bier-Gasthaus                           | Gasthaus – ehem. Bierhaus | 45105/5-3112 Info Katalog | Ehem. Bier-Gasthaus      |
| Lvová 21 (Standort)                                                             | Ehem. Landwirtschaftshof                      | Ruine eines ehem. Landwirtschaftshofs | 45017/5-3107 Info Katalog | Ehem. Landwirtschaftshof |
| Lvová ()                                                                        | Bauernhaus                                    | Ehem. Wohnhaus, zerstört | 54601/5-3116 Info Katalog |                          |
| Kněžičky, OT von Lvová, Nr. 11 (Standort)                                       | Haus Nr. 11                                   | Bauernhaus | 19177/5-3120 Info Katalog | weitere Bilder           |
| Kněžičky, OT von Lvová, 12 (Standort)                                           | Haus Nr. 12                                   | Bauernhaus | 21910/5-3121 Info Katalog | weitere Bilder           |
| Kněžičky, OT von Lvová, an der Straße nach Jablonné (Standort)                  | Bildstock                                     | Bildstock | 22328/5-3047 Info Katalog | BW                       |
| Židovice, OT von Lvová, Nr. 47 (Standort)                                       | Haus Nr. 47                                   | Bauernhaus | 44974/5-3119 Info Katalog | weitere Bilder           |
| Židovice, OT von Lvová, an der Kreuzung, in der Nähe von Haus Nr. 46 (Standort) | Bildstock                                     | Bildstock | 27384/5-3118 Info Katalog | weitere Bilder           |

## Petrovice(Petersdorf)
| Lage | Objekt                | Beschreibung          | ÚSKP-Nr.                  | Bild           |
| --- | --------------------- | --------------------- | ------------------------- | -------------- |
| Petrovice, im Dorf (Standort)                                                                              | Dreifaltigkeitskirche | Dreifaltigkeitskirche | 22678/5-3206 Info Katalog | weitere Bilder |
| Petrovice 34 (Standort)                                                                                    | Haus Nr. 34           | Bauernhaus            | 27938/5-3207 Info Katalog | BW             |
| Petrovice, links von der Landstraße II/270 nach Jablonné (Standort)                                        | Kapelle               | Kapelle               | 25659/5-4530 Info Katalog | weitere Bilder |
| Petrovice, rechts von der Landstraße II/270 nach Jablonné, an der Haltestelle Petrovice, U lípy (Standort) | Bildstock             | Bildstock             | 28045/5-3208 Info Katalog | BW             |

## Postřelná (Postrum)
| Lage                               | Objekt                | Beschreibung          | ÚSKP-Nr.                  | Bild           |
| ---------------------------------- | --------------------- | --------------------- | ------------------------- | -------------- |
| Postřelná, am Dorfplatz (Standort) | Kapelle Mariä Krönung | Kapelle Mariä Krönung | 38587/5-3224 Info Katalog | weitere Bilder |